# ۱۹ اکتبر
۱۹ اکتبر در تقویم گرگوری، دویست و نود و دومین (در سال‌های کبیسه دویست و نود و سومین) روز سال است. ۷۳ روز تا پایان سال باقی است.

## مرگ‌ها
- ۱۷۴۵ - جاناتان سوییفت، نویسنده.
- ۲۰۱۰ - غانم الصالح، بازیگر کویتی.[۱]

## رویدادها
- ۱۳۵۴   - کشته‌شدن یوسف یکم، سلطان غرناطه در نماز عید فطر گرانادا.[۲]

## زادروزها
- ۱۹۱۰ – سوبرامانیان چاندراسخار اخترفیزیکدان هندو-آمریکایی
- ۱۹۴۵ – برنار دارمه، دوچرخه‌سوار اهل فرانسه (د. ۲۰۱۸)
- ۱۹۴۶ – فیلیپ پولمن (به انگلیسی: Philip Pullman)  نویسنده انگلیسی.
- ۱۹۵۴ – سم الردایس (به انگلیسی: Sam Allardyce)  مربی و بازیکن سابق فوتبال انگلیسی
- ۱۹۷۸ – انریکه برنولدی، رانندهٔ مسابقات اتومبیل‌رانی اهل برزیل
- ۱۹۸۱ – هیکی کوالاینن، رانندهٔ مسابقات اتومبیل‌رانی فرمول یک اهل فنلاند